# 额宜腾
额宜腾，清朝外戚，钮祜禄氏，镶白旗满洲人，乾隆帝生母孝聖憲皇后的曾祖父。
额宜腾的祖父是阿灵阿巴颜，父亲是祖父的长子萨穆哈图。他的二叔都灵额都督，是清朝开国五大臣之首额亦都的祖父。额宜腾入旗时隶属于镶白旗满洲，并没有与堂兄弟额亦都一族分入镶黄旗满洲。直到他的玄外孙乾隆帝登极，才将其家族改属镶黄旗。清军入关后，额宜腾为驻防宝坻的旗丁，娶当地汉人女子龙氏为妻。乾隆帝即位后，雍正十三年（1735年）十一月十三日，将崇慶皇太后（孝圣宪皇后）曾祖父額宜騰、祖父吳祿都追封為一等公。額宜騰妻龙氏、吳祿妻乔氏追封公妻一品夫人。乾隆元年（1736年）二月十日，礼部议奏額宜騰、吳祿应照例致祭，立碑修墓。

## 子孙
- 长子：佛荪
- 次子：吴禄，娶妻乔氏，雍正十三年追封一等承恩公
  - 孙：凌泰，吴禄长子
  - 孙：凌柱，吴禄次子，孝圣宪皇后的父亲，乾隆帝外祖父
- 三子：察穆达